# Euxoa psimmythiosa
Euxoa psimmythiosa är en fjärilsart som beskrevs av Charles Boursin 1958. Euxoa psimmythiosa ingår i släktet Euxoa och familjen nattflyn. Inga underarter finns listade i Catalogue of Life.